# Sebastian Chmara

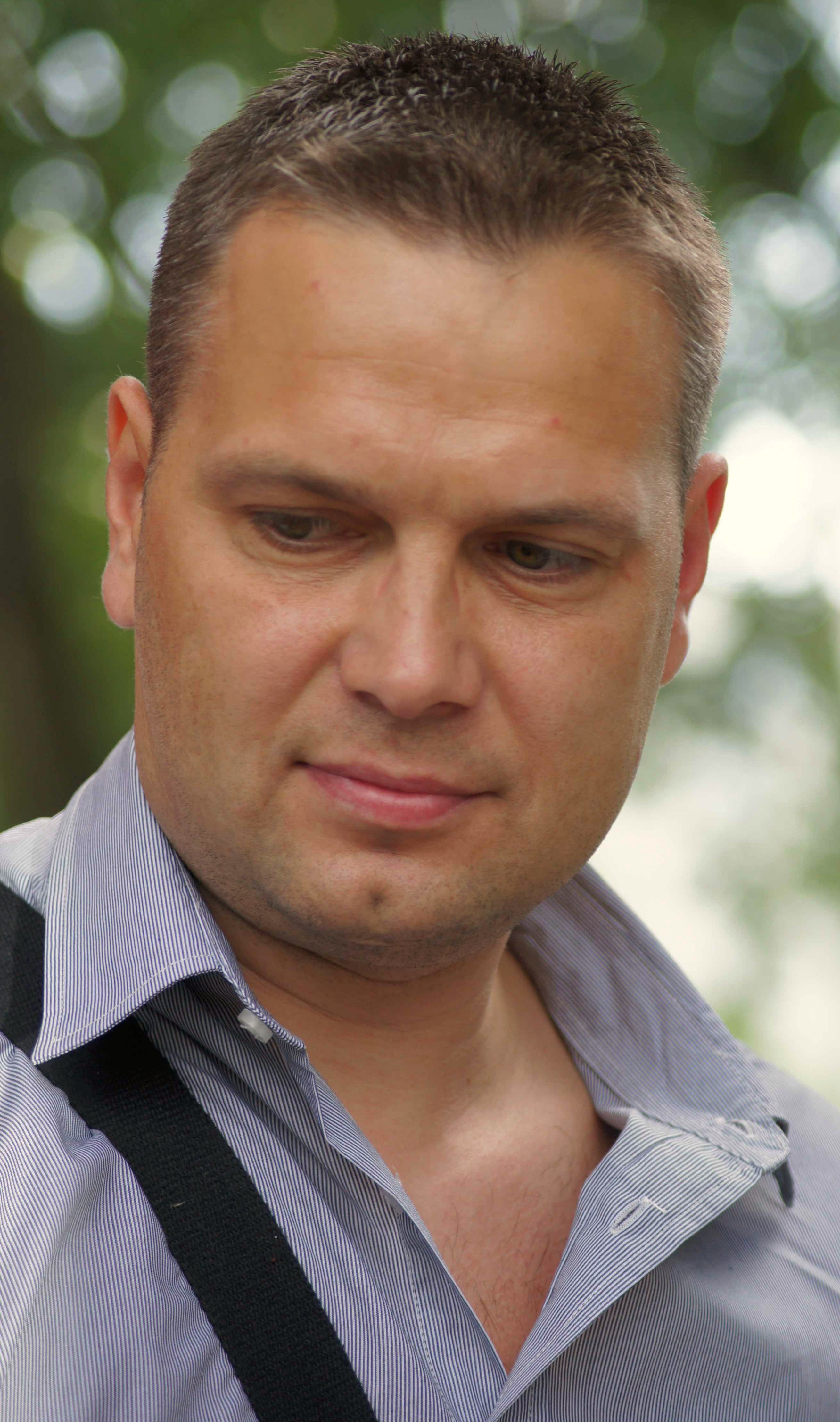
Sebastian Chmara

Sebastian Chmara, född den 21 november 1971 i Bydgoszcz, är en polsk före detta friidrottare som tävlade i mångkamp.
Chmaras främsta meriter är från sjukamp där han vann guld vid både inomhus-EM 1998 och vid utomhus-VM 1999. Som tiokampare är hans främsta merit hans silvermedalj vid universiaden 1995.

## Personliga rekord
- Sjukamp - 6 415 poäng från 1998
- Tiokamp - 8 566 poäng från 1998